# Francisco de las Barras de Aragón
Francisco de las Barras de Aragón (Sevilla, 28 de octubre de 1869-19 de octubre de 1955) fue un botánico, geólogo, etnógrafo, antropólogo y político español.

## Biografía
Nació el 28 de octubre de 1869 en Sevilla. Creció en el floreciente ambiente cultural de la Sevilla de finales del siglo XIX, una ciudad que se incorporaba al mundo intelectual de la época con la aparición de notables entidades científicas como El Folklore Andaluz, la Sociedad de Bibliófilos Andaluces o el Ateneo y Sociedad de Excursiones de Sevilla. Barras pasó la mayor parte de su vida entre su Sevilla natal y Madrid, y en ambas tuvo la oportunidad de ejercer su vocación y su profesión, la docencia de la historia natural. Pero Barras de Aragón, hombre activo y polifacético, participó también en la vida política municipal de su ciudad, primero como concejal del Partido Liberal y más tarde, en 1918, como alcalde de Sevilla. Entre 1902 y 1906 fue catedrático de Historia Natural en el Instituto de Educación Secundaria "La Rábida" de Huelva.

## Obras
- — (1899). Apuntes para una descripción geológico-mineralógica de la provincia de Sevilla. [s.n.]
- — (1906). Andalucía como región natural. [s.n.]
- — (1910). Datos acerca del cultivo de las plantas acuáticas, crasas, bulbosas, epifitas y parásitas. Junta para Ampliación de Estudios.
- — (1916). Historia Natural. La Lectura.
- — (1942). Cráneos de Filipinas. [s.n.]
- (1915). Notas tomadas en Inglaterra, Escocia e Irlanda en 1909.Imp. Placentines,7. Sevilla.
- — (1945). Los naturalistas del distrito universitario de Sevilla.

## Abreviatura
- La abreviatura «Barras» se emplea para indicar a Francisco de las Barras de Aragón como autoridad en la descripción y clasificación científica de los vegetales.[2]